# Бовсуни
Бовсуни́ — село в Україні, у Лугинській селищній територіальній громаді Коростенського району Житомирської області. Кількість населення становить 974 особи (2001). У 1923—2020 роках — адміністративний центр однойменної сільської ради.

## Географія
Лежить на правому березі річки Жерев, за 3 км східніше Лугин та за 10 км від найближчої залізничної станції Лугини.

## Населення
Станом на 1885 рік в селі мешкало 320 осіб, налічувалось 45 дворових господарств.
Відповідно до результатів перепису населення Російської імперії 1897 року, загальна кількість мешканців села становила 1 466 осіб, з них: православних — 1 343, чоловіків — 723, жінок — 743.
В кінці 19 століття в селі проживало 1 453 мешканці, дворів — 295. У 1906 році — 1 291 житель та 222 двори, станом на 1923 рік в поселенні налічувалося 391 двір та 1 735 мешканців.
Станом на 1972 рік, кількість населення становила 1 535 осіб, дворів — 460.
Відповідно до результатів перепису населення СРСР, кількість населення, станом на 12 січня 1989 року, становила 1 256 осіб. Станом на 5 грудня 2001 року, відповідно до перепису населення України, кількість мешканців села становила 974 особи.

### Мова
Розподіл населення за рідною мовою за даними перепису 2001 року:
| Мова       | Відсоток |
| ---------- | -------- |
| українська | 98,87 %  |
| російська  | 1,13 %   |

## Історія
Поблизу села Бовсуни знайдено поселення доби неоліту та бронзи, є група курганів. Село відоме з 1518 року.
Родинне гніздо Бовсуновських, котрих ще називали Бовсунами, Бовсуновичами та Чорногубівськими. 6 липня 1518 року польський король і великий князь литовський Сигізмунд I Старий, на основі грамот київського князя Олелька Володимировича, великого князя Вітовта, короля Казимира та розподільчого акту, складеного віленським воєводою Юрієм Миколайовичем Радивиловичем і київським воєводою Андрієм Якубовичем Немировичем, підтвердив, між іншими землевласниками, Прокопові Антоновичу Бовсуновичу, право на володіння землями Бовсунівськими або Чорногубівськими за службу військову господарську земську з конем, звільнивши його від інших повинностей. Згадується в ревізії Овруцького замку 1545 року, з переліком приписаних до нього міщан, боярів, селян, земель, а також повинностей та податей, де згадані «слуги ординські» села Чорногубівського Тодор Жевжикович і Тодор Болсун, котрі платили до замку по одному димові та мали повинність до служби. У 1571 році восьмеро путніх бояр внесли по 20 грошів, а Кирик Лучич вніс за двох підданих по 12 грошів. В навколишніх лісах випалювали поташ, прибуток з якого у 1622 році склав 582,5 флоринів, тоді як млин та три фільварки принесли лише 60 флоринів.
Згадується в акті від 31 березня 1679 року — дворяни Вишпольські скаржилися на козаків гетьмана Ханенка, котрі, під час походу із Любліна до Димера, грабували майно всієї місцевої шляхти, в тому числі і село Бовсуни. Також згадується у допиті козака-розбійника Андрія Романовича від 13 вересня 1687 року, ватага якого кватирувала також у Бовсунах. В оголошенні Стефана Карачевського від 28 березня 1691 року повідомлялося про вручення викликів до суду дворян Бовсунівських, разом з іншими дворянами, через скаргу овруцького старости Францішка Потоцького про самовільне привласнення шляхетських прав та земель овруцького старости. В селі Чорногуьовичі або Бовсуни такий мандат отримав Олександр Коншик-Бовсунівський.
Станом на 1885 рік — колишнє власницьке село Лугинської волості Овруцького повіту Волинської губернії. В селі — православна парафія, водяний млин.
В кінці 19 століття — село Лугинської волості Овруцького повіту, поблизу річки Жерев, за 3 версти від Лугин та 50 верст від Овруча. Поштова станція — Іскорость, за 20 верст, найближча залізнична станція розміщувалася у Києві, за 160 верст. Інші назви — Чорногубів (пол. Czarnohubów), Чорногубівщина (пол. Czarnohubowszczyzna), Чорногубівський ґрунт (пол. Czarnohubowski grunt). Село розділялося струмком на чотири нерівні частини. Ґрунти піщані, на околицях — болотисті, мешканці, давня шляхта, переважно записані до міщанського стану. Найбільше земель належало дворянам Бовсуновським. Дерев'яну церкву на кам'яному підмурівку збудовано 1781 року, за кошти вірян Бовсунівських та Невмержицьких. Окремо стояла древня дзвіниця, складена з колод, з чотирма великими каменями-фундаментами по кутах. За переказами, це залишки першої давньої церкви, що згоріла. Церкві належало 36 десятин землі. Школи не були, хлопчики до народного училища в Лугини. До складу парафії входили села Стара Рудня-Гамарня, Рудня-Повчанська та Нова Рудня. В парафії налічувалося 263 двори, 2 067 православних, 14 католиків та 146 юдеїв. Сусідні парафії — Лугини (3 версти), Михайлівка.
У 1906 році — рос. Болсуны, село Лугинської волості (2-го стану) Овруцького повіту Волинської губернії. Відстань до повітового центру, м. Овруч, становила 43 версти. Найближче поштово-телеграфне відділення розташовувалося в містечку Іскорость.
У березні 1921 року село, в складі волості, включене до новоутвореного Коростенського повіту. В 1923 році увійшло до складу новоствореної Бовсунівської сільської ради, котра, від 7 березня 1923 року, стала частиною новоутвореного Лугинського району Коростенської округи; адміністративний центр ради. Розміщувалося за 2 версти від районного центру, міста Лугини.
У 20-х роках ХХ ст. трудову чотирирічну школу, а в 1931 р. почалося будівництво типової семирічки. В 1921 році був утворений сільський революційний комітет. Селяни-бідняки створили комітет незаможних селян, куди входило 6 чоловік. Також було створено ТСОЗи (товариства, у яких землю обробляли спільно), а в 1928 році організовано сільськогосподарську артіль.

Пам'ятник загиблим у Другій світовій війні

У нацистсько-радянській війні взяли участь 288 жителів села, 67 чоловік удостоєно високих урядових нагород. На фронтах і в тилу ворога загинуло 160 воїнів-односельців. Героїчний подвиг на підступах до Берліна здійснив житель села Павло Бовсунівський — йому посмертно присвоєно звання Героя Радянського Союзу, його ім'ям названа сільська середня школа, де створено куточок з його особистими речами, фотографіями та копією нагородного листа. У 1946 році встановлено пам'ятник на честь загиблих односельців.
30 грудня 1962 року, в складі сільської ради, включене до Олевського району Житомирської області, 4 січня 1965 року — до складу Коростенського району, 8 грудня 1966 року повернуте до складу відновленого Лугинського району Житомирської області.
23 липня 1991 року, відповідно до постанови Кабінету Міністрів Української РСР № 106 «Про організацію виконання постанов Верховної Ради Української РСР…», село віднесене до зони гарантованого добровільного відселення (третя зона) внаслідок аварії на Чорнобильській АЕС.
У 2020 році територію та населені пункти Бовсунівської сільської ради, відповідно до розпорядження Кабінету Міністрів України № 711-р від 12 червня 2020 року «Про визначення адміністративних центрів та затвердження територій територіальних громад Житомирської області», включено до складу Лугинської селищної територіальної громади Коростенського району Житомирської області.

## Економіка, освіта та культура
За радянської влади у Бовсунах розміщалася центральна садиба колгоспу ім. І. В. Мічуріна, за яким закріплено 3699 га землі, з них 2844 га сільськогосподарських угідь, у тому числі 2003 га орної землі, 363 га лісу. Вирощували зернові культури, картоплю, льон, городину, фрукти, розвивали м'ясо-молочне тваринництво. У 1938 року в господарстві створено сортодослідний сад північних районів України випробування і розповсюдження плодово-ягідних культур загальною площею 85 га, де вирощували та випробовували понад 300 сортів яблунь, 85 груш, 50 плодово-ягідних культур. З допоміжних підприємств був млин та електростанція.
В селі були середня школа з консультативним пунктом, клуб, дві бібліотеки, медпункт, відділення зв'язку, книжковий кіоск та два магазини.

## Відомі люди
- Атаманчук Микола Олександрович (нар. 5 березня 1941)— український поет, письменник, сатирик, гуморист, редактор, публіцист і краєзнавець. Член Національної спілки журналістів України.
- Бовсуновський Сергій Володимирович (1983—2014) — старший сержант Збройних сил України, учасник російсько-української війни.
- Можаровський Володимир Миколайович (1952) — генерал-полковник, Перший заступник Міністра оборони України.